# Karl Grobben
Karl Grobben (Brno, 27 agosto 1854 – Salisburgo, 13 aprile 1945) è stato un biologo e zoologo austriaco.
Si laureò presso l'Università di Vienna, ateneo presso il quale lavorò studiando principalmente molluschi e crostacei. Fu autore di una nuova edizione dell'opera Lehrbuch der Zoologie di Carl Friedrich Claus e coniò i termini protostomi e deuterostomi.